# 恩里科·法布里斯

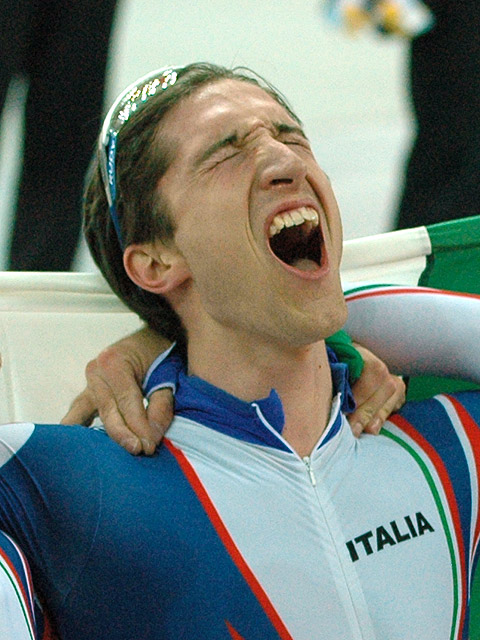
恩里科·法布里斯

恩里科·法布里斯（義大利語：Enrico Fabris，1981年10月5日—），意大利前男子速度滑冰运动员。他曾代表意大利在冬季奥运会速度滑冰比赛中获得2枚金牌和1枚银牌。